# Кубок Германии по футболу 2008/2009
Кубок Германии по футболу 2008—2009 годов — 66-й розыгрыш кубка Германии по футболу (нем. DFB-Pokal). Турнир начался 31 июля 2009 года, финал был сыгран 30 мая 2009 года на Олимпийском стадионе в Берлине.
Титул защищал 14-кратный обладатель кубка — «Бавария». В финальном матче «Вердер» выиграл у «Байера» со счётом 1:0 и в шестой раз завоевал кубок Германии.

## Команды-участники
| Бундеслига все клубы | Вторая Бундеслига все клубы | Третья лига лучшие 4 клуба                                               | 21 победитель региональных кубковых соревнований1 |
| - Бавария - Вердер - Шальке 04 - Гамбург - Вольфсбург - Штутгарт - Байер 04 - Ганновер 96 - Айнтрахт (Франкфурт) - Герта - Карлсруэ - Бохум - Боруссия (Дортмунд) - Энерги Котбус - Арминия Билефельд - Нюрнберг - Ганза Росток - Дуйсбург | - Боруссия (Мёнхенгладбах) - Хоффенхайм - Кёльн - Майнц 05 - Фрайбург - Гройтер Фюрт - Алеманния Ахен - Веен Висбаден - ФК Санкт-Паули - Кобленц - 1860 Мюнхен - Оснабрюк - Кайзерслаутерн - Аугсбург - Кикерс (Оффенбах) - Эрцгебирге Ауэ - Падерборн 07 - Карл Цейсс Йена | - Рот-Вайсс Ален - Рот-Вайсс Оберхаузен - ФСВ Франкфурт - Ингольштадт 04 | - Хольштайн - Ганза Люнебург1 - Обернойланд (Бремен) - Теннис-Боруссия - Бергедорф - Айнтрахт (Нордхорн) - Нойштрелиц - Бабельсберг - Галлешер - Кемницер - Рот-Вайсс Эрфурт - Вегберг - Рот-Вайсс Эссен - Пройссен Мюнстер - Фихте Билефельд1 - Айнтрахт (Трир) - СВН Цвайнбрюккен - Хомбург - Дармштадт 98 - Хайденхайм - Дюрлах - Пфуллендорф - Пройссен (Мюнстер) - Унтерхахинг - Ансбах1 |

## Первый раунд
Жеребьёвка первого раунда прошла 6 июля 2008 года. Матчи первого раунда прошли 7—9 августа.
| Дата       | Домашняя команда     | Счёт             | Выездная команда         | Место проведения     |
| ---------- | -------------------- | ---------------- | ------------------------ | -------------------- |
| 7 августа  | СВН Цвайбрюккен      | 1:5              | Кёльн                    | Цвайбрюккен          |
| 8 августа  | Унтерхахинг          | 0:2              | Фрайбург                 | Унтерхахинг          |
| 8 августа  | Пройссен (Мюнстер)   | 0:0 (5:6) (пен.) | Бохум                    | Мюнстер              |
| 8 августа  | Эрцгебирге Ауэ       | 0:0 (5:4) (пен.) | Санкт-Паули              | Ауэ                  |
| 8 августа  | Киккерс (Оффенбах)   | 1:0              | Гройтер Фюрт             | Оффенбах             |
| 8 августа  | ФСВ Франкфурт        | 2:0              | Оснабрюк                 | Франкфурт-на-Майне   |
| 8 августа  | Айнтрахт (Трир)      | 1:3              | Герта                    | Трир                 |
| 9 августа  | Айнтрахт (Нордхорн)  | 3:9              | Вердер                   | Нордхорн             |
| 9 августа  | Хольштайн            | 0:2              | Ганза Росток             | Киль                 |
| 9 августа  | Бабельсберг          | 1:2 (д.вр.)      | Майнц 05                 | Бабельсберг          |
| 9 августа  | Рот-Вайсс Эссен      | 1:3              | Боруссия (Дортмунд)      | Падерборн            |
| 9 августа  | Галлешер             | 0:5              | Ганновер 96              | Галле                |
| 9 августа  | Фихте Билефельд      | 1:8              | Боруссия (Мёнхенгладбах) | Мёнхенгладбах        |
| 9 августа  | Вегберг              | 1:4              | Алеманния Ахен           | Мёнхенгладбах        |
| 9 августа  | Ингольштадт 04       | 1:3              | Гамбург                  | Ингольштадт          |
| 9 августа  | Хомбург              | 0:3              | Шальке 04                | Хомбург              |
| 9 августа  | Пфуллендорф          | 0:3              | Айнтрахт (Франкфурт)     | Пфуллендорф          |
| 9 августа  | Теннис-Боруссия      | 0:3              | Энерги Котбус            | Берлин               |
| 9 августа  | Карл Цейсс Йена      | 2:1              | Кайзерслаутерн           | Йена                 |
| 9 августа  | Падерборн 07         | 1:1 (1:3) (пен.) | Аугсбург                 | Падерборн            |
| 10 августа | Ансбах               | 0:5              | Карлсруэ                 | Ансбах               |
| 10 августа | Бергедорф            | 1:5              | Дуйсбург                 | Гамбург              |
| 10 августа | Нойштрелиц           | 0:2              | 1860 Мюнхен              | Нойштрелиц           |
| 10 августа | Хайденхайм           | 0:3              | Вольфсбург               | Хайденхайм-на-Бренце |
| 10 августа | Обернойланд (Бремен) | 1:1 (5:4) (пен.) | Кобленц                  | Бремен               |
| 10 августа | Дюрлах               | 1:2              | Арминия Билефельд        | Карлсруэ             |
| 10 августа | Дармштадт 98         | 0:2              | Веен Висбаден            | Дармштадт            |
| 10 августа | Рот-Вайсс Оберхаузен | 2:3 (д.вр.)      | Байер 04                 | Оберхаузен           |
| 10 августа | Кемницер             | 0:1              | Хоффенхайм               | Хемниц               |
| 10 августа | Ганза Люнебург       | 0:5              | Штутгарт                 | Люнебург             |
| 10 августа | Рот-Вайсс Ален       | 0:0 (3:4) (пен.) | Нюрнберг                 | Ален                 |
| 10 августа | Рот-Вайс Эрфурт      | 3:4              | Бавария                  | Трир                 |

## Второй раунд
Жеребьёвка второго раунда прошла 24 августа 2009 года. Матчи второго раунда прошли 23—24 сентября.
| Дата        | Домашняя команда     | Счёт             | Выездная команда         | Место проведения   |
| ----------- | -------------------- | ---------------- | ------------------------ | ------------------ |
| 23 сентября | Эрцгебирге Ауэ       | 1:2              | Вердер                   | Ауэ                |
| 23 сентября | Энерги Котбус        | 3:0              | Боруссия (Мёнхенгладбах) | Котбус             |
| 23 сентября | Майнц 05             | 3:1              | Кёльн                    | Майнц              |
| 23 сентября | Айнтрахт (Франкфурт) | 1:2 (д.вр.)      | Ганза Росток             | Франкфурт-на-Майне |
| 23 сентября | Шальке 04            | 2:0              | Ганновер 96              | Гельзенкирхен      |
| 23 сентября | 1860 Мюнхен          | 0:0 (5:4) (пен.) | Дуйсбург                 | Мюнхен             |
| 23 сентября | Аугсбург             | 0:2              | Байер 04                 | Бохум              |
| 23 сентября | Киккерс (Оффенбах)   | 0:2              | Карлсруэ                 | Оффенбах           |
| 24 сентября | Обернойланд (Бремен) | 0:7              | Вольфсбург               | Бремен             |
| 24 сентября | Веен Висбаден        | 1:0              | Алеманния Ахен           | Аугсбург           |
| 24 сентября | Боруссия (Дортмунд)  | 2:1 (д.вр.)      | Герта                    | Дортмунд           |
| 24 сентября | Гамбург              | 6:4              | Бохум                    | Гамбург            |
| 24 сентября | Карл Цейсс Йена      | 1:0              | Франкфурт                | Оснабрюк           |
| 24 сентября | Штутгарт             | 2:0              | Арминия Билефельд        | Любек              |
| 24 сентября | Бавария              | 2:0              | Нюрнберг                 | Мюнхен             |
| 24 сентября | Фрайбург             | 3:1              | Хоффенхайм               | Кёльн              |

## Третий раунд
Жеребьёвка третьего раунда прошла 5 октября 2010 года. Матчи третьего раунда прошли 27—28 января.
| Дата      | Домашняя команда             | Счёт | Выездная команда                                                                   | Место проведения |
| --------- | ---------------------------- | ---- | ---------------------------------------------------------------------------------- | ---------------- |
| 27 января | «Гамбург» Олич, 44, 79, 84   | 3:1  | «1860 Мюнхен» Бировка, 86                                                          | Гамбург          |
| 27 января | «Карл Цейсс Йена» Шамбри, 67 | 1:4  | «Шальке 04» Фарфан, 19, 66, Ракитич, 71, Кураньи, 90                               | Йена             |
| 27 января | «Фрайбург» Крмаш, 71         | 1:3  | «Майнц 05» Бунгерт, 47, Аристид. 65. Сото, 80                                      | Фрайбург         |
| 27 января | «Штутгарт» Гомес, 85         | 1:5  | «Бавария» Швайнштайгер, 14, 55 - с пенальти, Рибери, 16, Тони, 43, Зе Роберто, 59. | Штутгарт«»       |
| 28 января | Байер 04                     | 3:1  | Энерги Котбус                                                                      | Леверкузен       |
| 28 января | Боруссия (Дортмунд)          | 1:2  | Вердер                                                                             | Дортмунд         |
| 28 января | Карлсруэ                     | 0:1  | Веен Висбаден                                                                      | Карлсруэ         |
| 28 января | Вольфсбург                   | 5:1  | Ганза Росток                                                                       | Вольфсбург       |

## 1/4 финала
Жеребьёвка четвертьфиналов прошла 1 февраля 2009 года. Матчи 1/4 финала прошли 3—4 марта 2009 года.
| Майнц 05  | 1:0     | Шальке 04 |
| --------- | ------- | --------- |
| Бансе 88′ | (отчёт) |           |

| Вольфсбург     | 2:5     | Вердер                                            |
| -------------- | ------- | ------------------------------------------------- |
| Джеко 10′, 42′ | (отчёт) | Диего 3′ 55′ (пен.) · Озиль 6′ · Писарро 71′, 89′ |

| Гамбург                       | 2:1     | Веен Висбаден |
| ----------------------------- | ------- | ------------- |
| Копилас 17′ (а.) · Петрич 37′ | (отчёт) | Шварц 85′     |

| Байер 04                                                 | 4:2     | Бавария               |
| -------------------------------------------------------- | ------- | --------------------- |
| Барнетта 54′ · Видаль 61′ · Хельмес 70′ · Кисслинг 90+2′ | (отчёт) | Лусио 72′ · Клозе 74′ |

## 1/2 финала
Жеребьёвка полуфинальных матчей прошла 7 марта 2009 года. Матчи 1/2 финала прошли 21 и 22 апреля 2009 года.
| Байер 04                                                | 4:1 (д.вр.) | Майнц 05  |
| ------------------------------------------------------- | ----------- | --------- |
| Харистеас 82′ · Видаль 92′ · Фридрих 104′ · Кадлец 117′ | (отчёт)     | Бансе 88′ |

| Гамбург  | 1:1 (1:3) (пен.) | Вердер         |
| -------- | ---------------- | -------------- |
| Олич 67′ | (отчёт)          | Мертезакер 11′ |

## Финал
Финальный матч между «Байером» и «Вердером» состоялся 30 мая 2009 года на Олимпийском стадионе в Берлине.
| Байер 04 | 0:1     | Вердер    |
| -------- | ------- | --------- |
|          | (отчёт) | Озиль 58′ |

## Бомбардиры
| Место | Игрок            | Клуб       | Голы |
| ----- | ---------------- | ---------- | ---- |
| 1-2   | Эдин Джеко       | Вольфсбург | 6    |
| 1-2   | Ивица Олич       | Гамбург    | 6    |
| 3     | Маркус Русенберг | Вердер     | 5    |
| 4-7   | Угу Алмейда      | Вердер     | 4    |
| 4-7   | Аристид Бансе    | Майнц 05   | 4    |
| 4-7   | Графите          | Вольфсбург | 4    |
| 4-7   | Клаудио Писарро  | Вердер     | 4    |
| 4     | 9 игроков        | 9 игроков  | 3    |